# Bejcgyertyános
Bejcgyertyános (vyslovováno [bejcděrťánoš]) je obec v Maďarsku v župě Vas, spadající pod okres Sárvár. Vznikla sloučením dvou obcí Bejc a Hegyhátgyertyános. Nachází se asi 12 km jižně od Sárváru a asi 13 km severovýchodně od Vasváru. V roce 2024 zde žilo 416 obyvatel. Dle údajů z roku 2011 tvoří 90,7 % obyvatelstva Maďaři, 2,7 % Němci, 0,2 % Romové a 0,2 % Rumuni, přičemž 8,8 % obyvatel se k národnosti nevyjádřilo.
Hlavními součástmi obce jsou vesnice Bejc a Hegyhátgyertyános, dále vesničky Hidegkút, Rózsáskert a Újkút.
Bejcgyertyános leží na silnici 8439. Sousedními obcemi jsou Egervölgy, Kám a Nyőgér.
Nachází se zde katolický kostel Jména Panny Marie (Szűz Mária neve-templom) a dvě zvonice.

## Sousední obce
| Růžice kompasu | Ikervár        | Sótony Nyőgér  | Gérce                    | Růžice kompasu |
| Růžice kompasu | Meggyeskovácsi | Sever          | Káld                     | Růžice kompasu |
| Růžice kompasu | Meggyeskovácsi | Bejcgyertyános | Káld                     | Růžice kompasu |
| Růžice kompasu | Meggyeskovácsi | Jih            | Káld                     | Růžice kompasu |
| Růžice kompasu | Kám            | Egervölgy      | Csipkerek Csehimindszent | Růžice kompasu |